# کرگ مکیل - اسمیت
کرگ مکیل - اسمیت (انگلیسی: Craig Mackail-Smith؛ زادهٔ ۲۵ فوریهٔ ۱۹۸۴بازیکن فوتبال اهل بریتانیا است.
از باشگاه‌هایی که در آن بازی کرده‌است می‌توان به باشگاه فوتبال پیتربورو یونایتد، باشگاه فوتبال سنت آلبنز سیتی، باشگاه فوتبال داگنم و ردبریج، باشگاه فوتبال برایتون اند هوو آلبیون، و باشگاه فوتبال لوتون تاون اشاره کرد.
وی همچنین در تیم‌های ملی فوتبال England national football C team و اسکاتلند بازی کرده‌است.